# Хидравлични елементи и системи
„Хидравлични елементи и системи“ АД (съкратено ХЕС) възниква през 1968 г.
Акционерното дружество е 100 % частно, мажоритарният му собственик е холдинговото дружество „Стара планина“. Основната му форма на дейност е производството на хидравлични цилиндри. С многогодишния си опит дружеството си е изградило авторитет в хидравличното машиностроене в страната и в чужбина.
Заводът е сред най-перспективните предприятия в град Ямбол. Има площ 91 016 m² – непокрита 50 316 m², покрита производствена 37 650 m², офиси 3050 m².

## Продукти
- бутални цилиндри – еднодействащи и двойнодействащи (със и без демпфериране в края на хода) с диаметър на буталото от 30 до 300 мм и максимална дължина на хода до 2500 мм;
- плунжерни цилиндри – с диаметър на плунжера от 20 до 250 мм и максимална дължина на хода до 3000 мм;
- телескопични цилиндри – еднодействащи до 8 степени, с максимален ход до 8000 мм; двойнодействащи до 3 степени с максимален ход до 4500 мм;
- рейкови цилиндри – с диаметър на буталото до 100 мм и максимална дължина на хода до 500 мм.